# Ragno (araldica)
In araldica il ragno simboleggia assiduità industriosa. Frequentemente compare con la sua tela. Usato anche come arma parlante.

## Posizione araldica ordinaria
Il ragno si rappresenta, abitualmente, montante, cioè visto dall'alto, con la testa diretta verso il capo dello scudo. 

D'argento, al ragno di nero, illuminato del campo e armato di rosso (stemma di Arañuel, Spagna)
[...] nel terzo, d'azzurro caricato in alto da un montante d'argento rivoltato, sotto un ragno passante su una pianura al naturale (stemma del libero consorzio comunale di Agrigento)